# Steven Scott
Steven Scott (10 de janeiro de 1985) é um atirador esportivo britânico, medalhista olímpico.

## Carreira

### Rio 2016
Steven Scott representou o Reino Unido nas Olimpíadas de 2016, na qual conquistou a medalha de bronze, na Fossa olímpica double.